# دربن (رومانی)
شهر دربن (به رومانیایی: Darabani) در شهرستان بوتوشنی در کشور رومانی واقع شده‌است. جمعیت این شهر ۱۲٬۰۰۲ نفر است.